# استیو هچر
استیو هچر (انگلیسی: Steve Hatcher؛ زاده ۳۰ ژوئیهٔ ۱۹۶۷) یک بازیگر پورنوگرافی است.